# Tigran Barseghyan
Pour les articles homonymes, voir Barseghian.
Tigran Ashoti Barseghyan (en arménien : Տիգրան Աշոտի Բարսեղյան), né le 22 septembre 1993 à Erevan (Arménie), est un footballeur international arménien. Il évolue au poste de milieu de terrain au Slovan Bratislava.

## Biographie

### Carrière en club
En 2017, il participe à la phase de groupe de la Ligue Europa avec le club macédonien du Vardar Skopje (six matchs joués, avec cinq défaites et un nul).
Avec le Vardar Skopje, il inscrit un total de 20 buts dans le championnat de Macédoine.

### Carrière en sélection
Il reçoit sa première sélection en équipe d'Arménie le 25 mars 2016, en amical contre la Biélorussie (score : 0-0). Il inscrit son premier but en équipe nationale le 2 juin 2016, en amical contre le Salvador (victoire 0-4).
Le 6 septembre 2018, il marque un deuxième but, contre le Liechtenstein. Ce match gagné 2-1 rentre dans le cadre de la Ligue des nations. Il marque ensuite lors de l'année 2019 trois buts lors des éliminatoires de l'Euro 2020. Il délivre également à cette occasion, trois passes décisives.